# Gare de Salses
Gare de Salses – przystanek kolejowy w Salses-le-Château, w departamencie Pireneje Wschodnie, w regionie Oksytania, we Francji.
Została otwarta w 1858 przez Compagnie des chemins de fer du Midi et du Canal latéral à la Garonne. Jest przystankim kolejowym Société nationale des chemins de fer français (SNCF), obsługiwanym przez pociągi TER Languedoc-Roussillon.